# 郭廷良
郭廷良（？—？），字弼明，號慕劬，福建漳州府漳浦縣人，民籍，明朝政治人物。

## 生平
隆庆四年（1570年）庚午科福建鄉試第六十四名，萬曆十一年（1583年）癸未科會試第二百十四名，登二甲第五十四名進士。礼部觀政，养病。十三年授户部主事，十七年升员外郎，本年升郎中，十八年升廣東廉州府知府。二十三年升貴州副使，二十六年升參政，二十九年考察降用。三十三年補廣西右參政，三十八年考察。

## 家族
曾祖郭端齊；祖父郭景直；父郭文榮。母黃氏。